# Palafox-Bataillon

Flagge der Interbrigaden

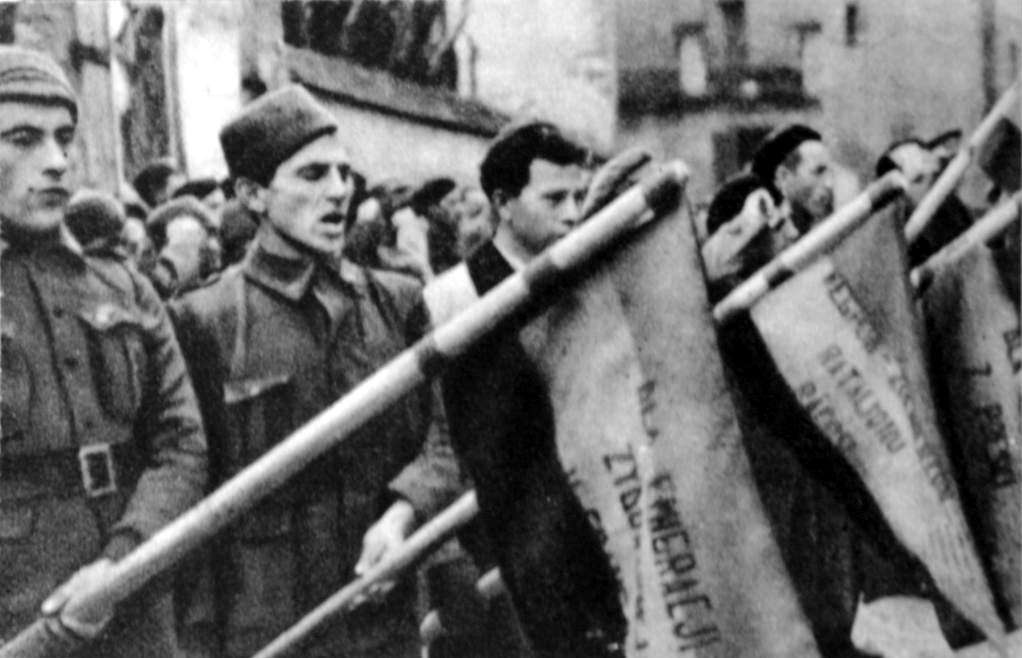
Soldaten der Brigade

Das Palafox-Bataillon war ein weitgehend polnisch-spanisches Bataillon der Internationalen Brigaden im Spanischen Bürgerkrieg. Es wurde nach dem spanischen General José de Palafox benannt. Das Palafox-Bataillon wurde Teil der 150. Brigade zusammen mit dem polnischen Dąbrowski-Bataillon, dem ungarischen Rákosi-Bataillon (Rakosi) und dem französisch-belgischen André-Marty-Bataillon. Das Bataillon wurde aus Brigadisten aus Polen und der Sowjetunion sowie aus spanischen Brigadisten des Pasionaria-Bataillons am 28. Juni 1937 gebildet. Das Palafox-Bataillon hatte unter seinen fünf Kompanien auch eine rein jüdische Kompanie, die Naftali-Botwin-Kompanie. Des Weiteren gab es im Palafox-Bataillon eine Kompanie mit dem Namen Adam Mickiewicz. Diese Kompanie war der Kern des im Oktober 1936 formierten Mickiewicz-Bataillons. Am 4. August 1937 erfolgte die Eingruppierung des Bataillons in die 150. Brigade. Es erhielt die Bezeichnung No 40.
Der Vorstoß Francos während der Aragonoffensive bis zum Mittelmeer im März 1938 teilte die spanische Republik in zwei Teile. Aus diesem Grund entschloss sich die Spanische Regierung zu einer Offensive am Ebro. Die Schlacht am Ebro begann am 25. Juli 1938. Die XIII. Internationale Brigade Dąbrowski rückt mit dem Palafox-Bataillon und dem Dąbrowski-Bataillon von Ascó über den Venta de Camposines nach Gandesa vor. Die XIII. Internationale Brigade Dąbrowski kämpfte in diesem Sektor bis zum 26. Juli 1938 und wurde am 7. August 1938 nach heftigen Kämpfen abgelöst. Ab dem 22. August kämpfte die XIII. Internationale Brigade Dąbrowski erneut bis zum 24. August 1938 in Vertex Gaeta, um in diesem Sektor eine Niederlage zu verhindern. Viele der Brigadisten des Palafox-Bataillons wurden getötet und an die 90 Brigadisten gerieten in Gefangenschaft. Im Gegensatz zu den spanischen Brigadisten, die in Gefangenenlager gebracht wurden, wurden die Brigadisten jüdischen Glaubens der Naftali-Botwin-Kompanie liquidiert. 

## Kompanien des Bataillons
- Primera Compañía
- Segunda Compañía „Naftalí Botwin“
- Compañía „Adam Mickiewicz“
- Compañía „Taras Szewczenki“ (6. Juli 1937 / 2. August 1938)
- Compañía „Ludwig Warynski“